# Straßburger Eide

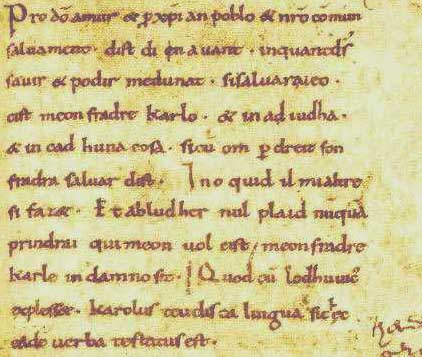
Auszug aus den Straßburger Eiden

Die Straßburger Eide (französisch Serments de Strasbourg, lateinisch Sacramenta Argentariae) vom 14. Februar 842 sind ein bemerkenswertes zweisprachiges Dokument in Althochdeutsch und Altfranzösisch bzw. nach Erkenntnissen der modernen Sprachwissenschaft in einer romanischen Sprache (Langues d’oïl) und einem westgermanischen, fränkischen Dialekt, wobei umstritten ist, inwieweit es eine Kontinuität zu den modernen Nationalsprachen gibt. Die Eide sind überliefert als Zitate in einer lateinischen Chronik, die ihrerseits in einer Abschrift aus dem 10. Jahrhundert vorliegt, welche sich in der Bibliothèque nationale de France (BnF) in Paris befindet. Die altfranzösische Version gilt als das erste erhaltene Schriftstück in dieser Sprache überhaupt. Als schriftlich festgehaltene Eide haben sie Urkundencharakter und gelten als die älteste volkssprachlich überlieferte Urkunde, die eine sprachliche Trennung zwischen dem Ost- und dem Westfrankenreich bezeugt.

## Vorgeschichte
Im 4. Jahrhundert gab der Niedergang des Römischen Reichs dem germanischen Stamm der Alamannen die Möglichkeit, sich nach Westen über den Rhein in das spätere Elsass auszudehnen, wobei sie die dort ansässige, Lateinisch (genauer: Galloromanisch) sprechende Bevölkerung sprachlich und kulturell germanisierten. Ein Jahrhundert später stießen auch die germanischen Franken nach Westen vor und eroberten große Gebiete des nördlichen Galliens, germanisierten sie aber nur zum Teil. Eine germanisch-romanische Sprachgrenze bildete sich anschließend entlang des Vogesen-Hauptkamms und in nordwestlicher Richtung durch das jetzige Lothringen, Luxemburg, Belgien und Nordfrankreich hindurch – eine Linie, die bis heute im Wesentlichen Bestand hat.
Nach dem Tode Kaiser Ludwigs des Frommen 840 (Sohn Karls des Großen) stritten seine Söhne und Erben Lothar, Karl der Kahle und Ludwig der Deutsche um die Vorherrschaft im Kaiserreich sowie um die Abgrenzung und Konsolidierung ihrer Territorien. Da Lothar als Ältester den Mittelteil des Reiches samt Kaisertitel geerbt hatte und die Vorherrschaft beanspruchte, verbündeten sich seine Brüder bzw. Halbbrüder Karl, der Erbe der westlichen Reichsteile, und Ludwig, der Erbe der östlichen Teile, gegen ihn und besiegten ihn in der Schlacht von Fontenoy (841).

## Inhalt
In den wenig später abgelegten Straßburger Eiden wird das Bündnis zwischen Karl und Ludwig sowie ihren beiderseitigen Unterführern bzw. Vasallen gegen Lothar bekräftigt. Es handelt sich also um einen Vertrag zwischen vier Parteien.
Hierbei schwor Ludwig in der Sprache der Unterführer Karls, also Gallo-Romanisch, während Karl Althochdeutsch (genauer: im rheinfränkischen Dialekt) sprach, damit ihn Ludwigs Leute verstanden. Danach schworen die Unterführer jeweils als Gruppe, wobei sie ihren Eid in der eigenen Sprache leisteten. Es gibt verschiedene Vermutungen zur „Originalversion“ der Eide, d. h. ob sie in Latein, Altfranzösisch, Althochdeutsch oder von vornherein zweisprachig verfasst war.
Der Grund für die Verwendung der beiden Volkssprachen war offensichtlich, dass die Unterführer Karls und Ludwigs nur wenig oder kein Latein verstanden und dass sie vor allem (anders als ihre sichtlich zweisprachigen Könige) die jeweils andere Volkssprache nicht beherrschten. Der Grund für die Überlieferung der Eide als Zitate im Originaltext war zweifellos, dass bei einem Eid der genaue Wortlaut wichtig ist.
Die Eide im Wortlaut:
Ludwig der Deutsche:
Pro Deo amur et pro christian poblo et nostro commun salvament, d’ist di en avant, in quant Deus savir et podir me dunat, si salvarai eo cist meon fradre Karlo, et in adiudha et in cadhuna cosa, si cum om per dreit son fradra salvar dift, in o quid il mi altresi fazet, et ab Ludher nul plaid numquam prindrai qui meon vol cist meon fradre Karle in damno sit.
Karl der Kahle:
In godes minna ind in thes christanes folches ind unser bedhero gehaltnissi fon thesemo dage frammordes so fram so mir got geuuizci indi mahd furgibit so haldih thesan minan bruodher soso man mit rehtu sinan bruodher scal in thiu thaz er mig so sama duo indi mit ludheren in nohheiniu thing ne gegango the minan uillon imo ce scadhen uuerdhen.
In heutigem Französisch würde der Text etwa so lauten:
Pour l’amour de Dieu et pour le salut commun du peuple chrétien et le nôtre, à partir de ce jour, pour autant que Dieu m’en donne le savoir et le pouvoir, je soutiendrai mon frère Charles, ici présent, de mon aide matérielle et en toute chose, comme on doit justement soutenir son frère, à condition qu’il m’en fasse autant et je ne prendrai aucun arrangement avec Lothaire qui, à mon escient, soit au détriment de mon frère Charles.
Eine lateinische Übertragung zeigt die Unterschiede zum Altfranzösischen auf:
Pro Dei amore et pro christiani populi et nostro communi salute, de isto die in futurum in quantum mihi Deus scire et posse donat, sic adiuvabo isti fratri meo Karolo et in adiutorio et in omni causa sicut homo per directum (= ius) debet esse adiutor fratri suo, si ille alternum mihi facit, et cum Ludher (Lothario) nullam placationem pre(he)ndam quae mea voluntate meo fratri Karolo in damno sit.
Übersetzung:
Für die Liebe Gottes und des christlichen Volkes und unser aller Erlösung, von diesem Tage an, soweit mir Gott Wissen und Können gibt, werde ich meinem Bruder Karl beistehen, sowohl in der Hilfeleistung als auch in jeder anderen Angelegenheit, so wie man seinem Bruder beistehen soll, auf dass er mir genauso tue, und ich werde niemals ein Abkommen mit Lothar treffen, das willentlich meinem Bruder Karl zum Schaden sei.
Eide der Vasallen:
Altfranzösisch: Si Lodhuvigs sagrament que son fradre Karlo jurat conservat, et Karlus meos sendra de suo part non lostanit, si jo returnar non l'int pois, ne jo ne neuls cui eo returnar int pois, in nulla aiudha contra Lodhuuvig nun li iv er.
Althochdeutsch: Oba karl then eid then er sinemo bruodher ludhuuuige gesuor geleistit indi ludhuuuig min herro then er imo gesuor forbrihchit ob ih inan es iruuenden ne mag noh ih noh thero nohhein then ih es iruuenden mag uuidhar karle imo ce follusti ne uuirdhit.
Übersetzung: Falls Ludwig/Karl den Eid, den er seinem Bruder Karl/Ludwig schwört, wahrt und Karl/Ludwig, mein Herr, seinerseits ihn bricht, und wenn ich ihn nicht davon abhalten kann, dann werde weder ich noch irgendjemand, den ich davon abhalten kann, mich an einer Hilfeleistung gegen Ludwig/Karl beteiligen.

## Überlieferung
Die Chronik, in der die Straßburger Eide überliefert sind, ist das lateinisch verfasste Werk Historiarum Libri IV von Nithard, der im Auftrag Karls des Kahlen die Geschehnisse nach Ludwigs des Frommen Tod (840) schildert. Die Libri sind lediglich in einer Abschrift aus dem 10./11. Jahrhundert erhalten. An sichtlichen Fehlern in der deutschen Eidesversion lässt sich erkennen, dass der Kopist diese nicht verstand, also nur romanischsprachig war. Das bedeutet, dass der überlieferte Text nicht aus dem Jahr 842 stammt und die Straßburger Eide für die historische Linguistik zum Frühmittelalter nur sehr bedingt verwertbar sind.